# The Legend of Zelda: Majora's Mask
The Legend of Zelda: Majora's Mask (ゼルダの伝説 ムジュラの仮面 Zeruda no Densetsu Mujura no Kamen) er et konsolspil til spilkonsollen Nintendo 64. Det blev udgivet i Europa d. 17. november 2000. Der blev i løbet af spillets første uge i Japan solgt omtrent 314.000 kopier  og der blev solgt tre millioner kopier på verdensplan. Spillet udkom også i 2003 som en del af The Legend of Zelda: Collector's Edition til GameCube.
Majora's Mask er det sjette spil i The Legend of Zelda-serien og det andet med 3-D-grafik. Selvom det ikke var en så stor salgssucces som sin forgænger, The Legend of Zelda: Ocarina of Time, har Majora's Mask en bredere historie. Seriens helt, Link, befinder sig denne gang i landet Termina i stedet for Hyrule. Her har en gådefuld maskebærende dreng, der i spillene er kendt som Skull Kid, overtalt månen til at forlade sin omløbsbane og styrte ned på Termina. Spilleren gennemlever adskillige gange de samme tre dage ved hjælp af tidsrejse for at forhindre katastrofen. Majora's Mask er blevet anført som det til dato mørkeste spil i Zelda-serien, hvilket i høj grad skyldes plottet, der lagde vægt på landets apokalyptiske skæbne.
Spillet drejer sig for spillerens vedkommende primært om tredagescyklussen og brugen af adskillige masker, af hvilke nogle kræves for at fortsætte i og gennemføre spillet. Derudover benyttes en række sange til at kontrollere tidens gang samt åbne passager til de fire templer, Link må igennem. I modsætning til Ocarina of Time, kræver Majora's Mask, at man benytter Expansion Pak, der tillader, at flere figurer kan befinde sig på skærmen på samme tid, såvel som en grafikmæssig kvalitetsforøgelse. Majora's Mask blev generelt modtaget vel af kritikerne, der lagde vægt på de grafiske forbedringer og den dybere historie. Spillet har imidlertid fået ringere placeringer end Ocarina of Time på de fleste kritikeres lister over tidens bedste konsolspil, grundet de mange store spilmæssige innovationer i forgængeren.

## Genudgivelse
I februar 2015 udkom genudgivelsen The Legend of Zelda: Majora's Mask 3D for den håndholdte spillekonsol Nintendo 3DS.

## Ekstern henvisning
- Officiel hjemmeside for Zelda serien – bl.a. info, ofte stillede spørgsmål og guider Arkiveret 6. oktober 2016 hos  Wayback Machine